# Selastele onustum
Selastele onustum är en snäckart som först beskrevs av Nils Hjalmar Odhner 1924.  Selastele onustum ingår i släktet Selastele och familjen Calliostomatidae. Inga underarter finns listade i Catalogue of Life.